# Іванківці (Розсошанська сільська громада)
Іва́нківці — село в Україні, у Розсошанській сільській територіальній громаді Хмельницького району Хмельницької області. Населення становить 414 осіб.